# David Van Essen
David C. Van Essen (* 14. September 1945 in Glendale, Kalifornien) ist ein US-amerikanischer Neurowissenschaftler und Professor an der Washington University in St. Louis.

## Leben
Van Essen wurde 1971 an der Harvard University bei John Graham Nicholls promoviert. Nach Forschungen dort bei David H. Hubel und Torsten Wiesel, an der University of Oslo und an dem University College London war er von 1976 bis 1992 Professor an dem California Institute of Technology. Schließlich war er ab 1992 Professor an der Washington University in St. Louis.
Eines der Forschungsgebiete von Van Essen war der Visuelle Cortex. Er gilt als ein Pionier der Neuroinformatik. Er war an dem Human Connectome Project beteiligt.

## Auszeichnungen
- 2017: Mitglied der National Academy of Sciences
- 2017: George A. Miller Prize in Cognitive Neuroscience der Cognitive Neuroscience Society
- 2017: Glass Brain Award

## Schriften (Auswahl)
- J. S. Elam, M. F. Glasser, M. P. Harms, S. N. Sotiropoulos, J. L. R. Andersson, G. C. Burgess, S. W. Curtiss, R. Oostenveld, L. J. Larson-Prior, J. M. Schoffelen, M. R. Hodge, E. A. Cler, D. M. Marcus, D. M. Barch, E. Yacoub, S. M. Smith, K. Ugurbil, D. C. Van Essen: The Human Connectome Project: A retrospective. In: Neuroimage. Band 244, 1. Dec 2021, S. 118543. doi:10.1016/j.neuroimage.2021.118543.
- D. C. Van Essen: A 2020 View of Tension-Based Cortical Morphogenesis. In: Proc Natl Acad Sci. 15 Dec 2020, S. 202016830. doi:10.1073/pnas.2016830117.
- D. C. Van Essen, C. J. Donahue, T. Coalson, H. Kennedy, T. Hayashi, M. F. Glaser: Cerebral cortical folding, parcellation, and connectivity in human, nonhuman primates, and mice. In: Proc Natl Acad Sci. Band 116, 2019, S. 26173–26180. doi:10.1073/pnas. 1902299116
- D. C. Van Essen, M. F. Glasser: Parcellating cerebral cortex: How invasive animal studies inform non-invasive map-making in humans. In: Neuron. Band 99, 2018, S. 640–663.
- David C. Van Essen, Chad J. Donahue, Matthew F. Glasser: Development and Evolution of Cerebral and Cerebellar Cortex. In: Brain Behav Evol. Band 91, Nr. 3, 10 August 2018, S. 158–169.
- M. F. Glasser, S. M. Smith, D. S. Marcus, J. Andersson, E. J. Auerbach, T. E. J. Behrens, T. S. Coalson, M. P. Harms, M. Jenkinson, S. Moeller, E. C. Robinson, S. N. Sotiropoulos, J. Xu, E. Yacoub, K. Ugurbil, D. C. Van Essen: The Human Connectome Project’s neuroimaging approach. In: Nature Neuroscience. Band 19, 2016, S. 1175–1187 (doi:10.1038/nn.4361). PMID 27571196
- David C. Van Essen, Stephen M. Smith, Deanna M. Barch, Timothy E. J. Behrens, Essa Yacoub, and Kamil Ugurbil: The WU-Minn Human Connectome Project: An overview. NeuroImage, 80:62–79, October 2013.
- M. D. Fox, A. Z. Snyder, J. L. Vincent, M. Corbetta, D. C. Van Essen, M. E. Raichle: The human brain is intrinsically organized into dynamic, anticorrelated functional networks. In: Proceedings of the National Academy of Sciences. Band 102, Nr. 27, 2005, S. 9673–9678.
- D. C. Van Essen: A population-average, landmark-and surface-based (PALS) atlas of human cerebral cortex. In: Neuroimage. Band 28, Nr. 3, 2005, S. 635–662.
- David C. Van Essen, Jack L. Gallant: Neural mechanisms of form and motion processing in the primate visual system. In: Neuron. Volume 13, Nr. 1, 1994, S. 1–10, doi:10.1016/0896-6273(94)90455-3.
- Van Essen, D. C., Anderson, C. H. & Felleman, D. J. (1992): Information processing in the primate visual system: An integrated systems perspective. Science, 255, 419–423.
- James J. Knierim, David C. Van Essen: Visual cortex: cartography, connectivity, and concurrent processing. In: Current Opinion in Neurobiology. Volume 2, Nr. 2, 1992, S. 150–155, doi:10.1016/0959-4388(92)90003-4.